# تاکو اینافوکو
تاکو اینافوکو (انگلیسی: Taku Inafuku؛ زادهٔ ۲ مهٔ ۲۰۰۲) بازیکن فوتبال اهل ژاپن است.